# آراندیلا (رودخانه)
آراندیلا (به انگلیسی: Arandilla)، رودی است که در جنوب استان بورگس در کشور اسپانیا قرار دارد. این رود در مناطق شهری زیر جریان دارد:
- آراندییا
- بانیس د بالدئارادس
- براساکرتا
- کرونیا دل کنده
- فرسنییو د لاس دوئنیاس
- اونتوریا د بالدئارادوس
- پرال د آرلانسا
- کمادا
- سان خوان دل منته
- توبیلا دل لاگو
- بادکندس
- لا بید ای باریس
- ساسوار